# Bengali (sprog)
Bengali er et indoeuropæisk sprog som tales i Bangladesh og Indien. Nærmere bestemt er det et indoarisk sprog i den indoiranske sproggruppe. Det tales af omkring 190 millioner mennesker i Bangladesh og de indiske delstater Vestbengalen og Assam, foruden blandt immigranter i Vesten og Mellemøsten. Det er derved det 5. mest talte sprog i verden (efter mandarin, hindi/urdu, spansk og engelsk. 
Området som sproget tales i, kaldes traditionelt Bengalen.

## Kampen for bengali i Bangladesh
I perioden 1947-1971, da Østbengalen eller Østpakistan (vores dages Bangladesh) var en del af Pakistan, blev det bengalske sprog fokuspunkt og grundlaget for den nationale identitet for østbengalerne, hvilket i sidste ende førte til oprettelsen af den selvstændige stat Bangladesh, hvor bengali nu er officielt sprog.
Omkring 1950-52 rejste den voksende middelklasse i Østpakisten sig til en opstand som blev kendt som "Sprogbevægelsen". Det kulminerede 21. februar 1952, da mange unge og studenter blev dræbt af politiet i en demonstration med krav om anerkendelse af bengali som nationalsprog i Østpakistan. 21. februar mindes i dag i Bangladesh som sprogmartyrernes dag, og af UNESCO som international modersmålsdag.

## Skrift
Bengali skrives sædvanligvis med sit eget bengali-alfabet. Det er et stavelsesalfabet der minder om devanagari som bruges til sanskrit og hindi og andre indoariske sprog. Hvert symbol repræsenterer en stavelse, og andre symboler kan tilføjes for at ændre eller undertrykke stavelsens vokal. Konsonantgrupper er ofte indikeret ved sammensætning af to symboler.
Retskrivningen er baseret på en ældre version af sproget uden nogle vokalsammenfald som er sket i talesproget, så den kan ikke beskrives som fonetisk.